# 圣水岩石刻造像
圣水岩石刻造像，位于山东省威海市乳山市冯家庄镇孙家村小昆嵛山，是中华人民共和国山东省文物保护单位之一。
1992年6月12日，授予山东省文物保护单位，是一座石窟寺及石刻。